# Nationale vervoerbewijzen

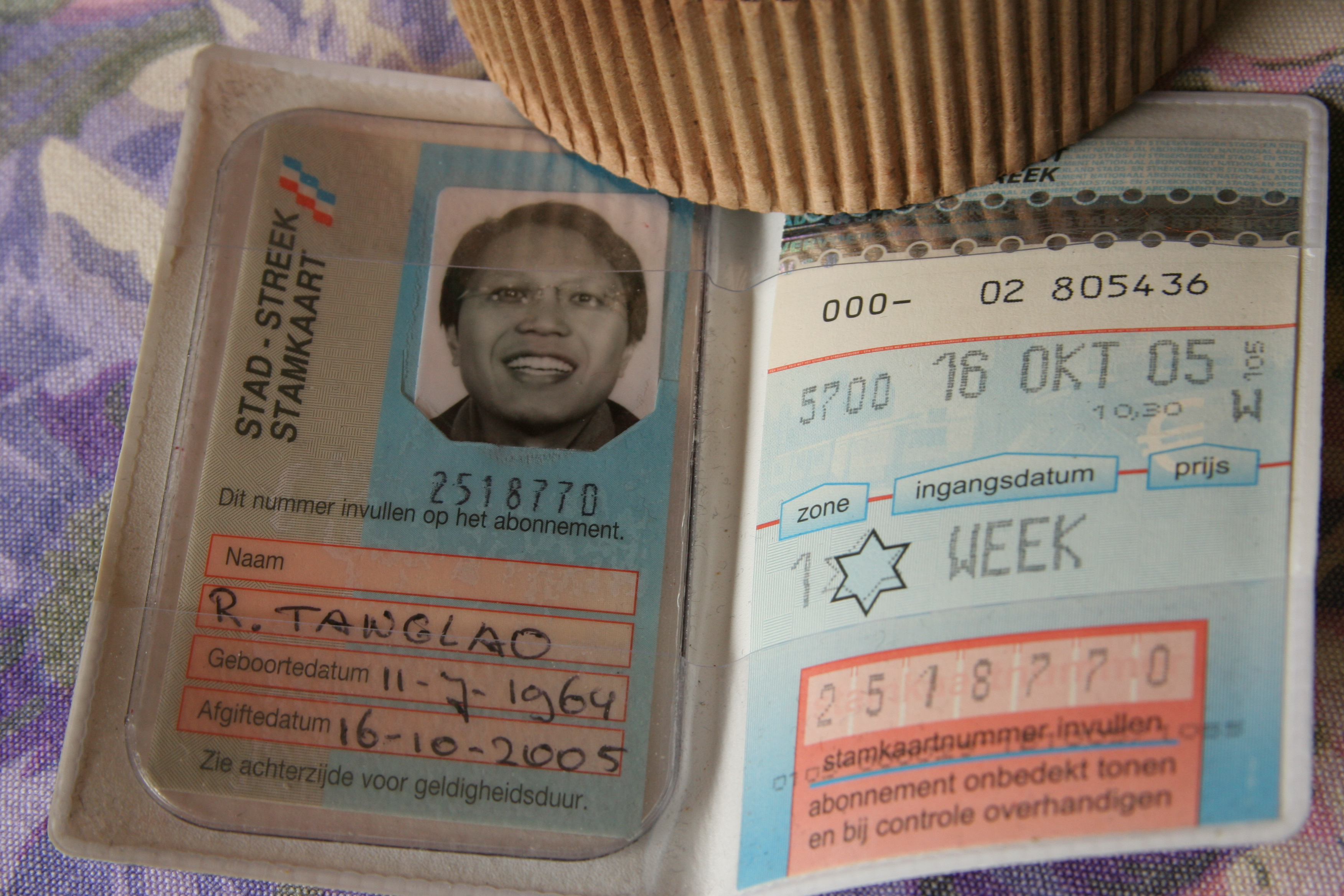
Een weekabonnement.

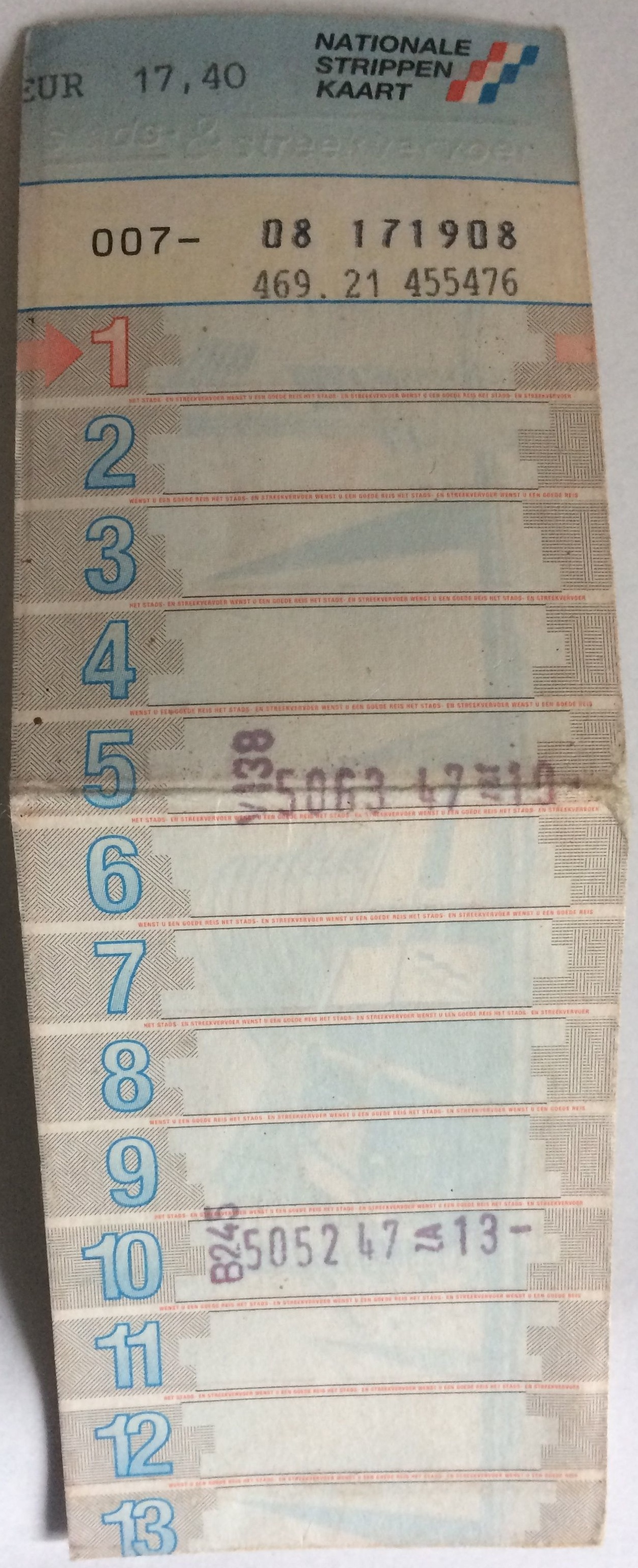
Strippenkaart

Met de nationale vervoerbewijzen (NVB) worden vervoerbewijzen bedoeld die oorspronkelijk bij de meeste vormen van stads- en streekvervoer in Nederland geaccepteerd werden. Deze vervoerbewijzen en hun tarieven werden geregeld in de Regeling nationale vervoerbewijzen openbaar vervoer, een ministeriële regeling op basis van het Besluit personenvervoer 2000, in overleg met de decentrale overheden, de vervoerders en de consumentenorganisaties. De regeling is per 3 november 2011 ingetrokken. Wel zullen sterabonnementen nog blijven bestaan als regionaal abonnement, dat wil zeggen, geregeld door de regionale OV-autoriteiten (bij grensoverschrijdende sterabonnementen en voor zover er uniformiteit blijft: in samenwerking met elkaar). Ook het studentenreisproduct blijft bestaan.
De strippenkaart en in mindere mate het sterabonnement waren de meest bekende kaartsoorten uit het assortiment van de nationale vervoerbewijzen. De nationale vervoerbewijzen werden ook wel aangeduid als het nationaal tariefsysteem.

## Tariefsysteem
In 1980 werd het Nationaal tariefsysteem ingevoerd waarbij er als opvolger van de al bestaande Nationale vierrittenkaart een nieuwe kaartsoort kwam die geldig was op stads- en streekvervoer in heel Nederland. Op 8 mei 1980 werd de strippenkaart en de roze strippenkaart voor kinderen en 65-plussers ingevoerd. Nederland werd opgedeeld in 2226 zones die werden aangeduid met een 4-cijferig nummer. Hierop werden de prijzen van de sterabonnementen en het aantal af te stempelen strippen gebaseerd. Als overgangsperiode waren tot 1 oktober van dat jaar de oude tariefsystemen van de vele stads- en streekvervoerders nog geldig. Na 1 oktober werden ook de andere nationale vervoerbewijzen ingevoerd.

## Voordelen

### Reizigers
Voor de introductie van de strippenkaart had iedere bus- of trammaatschappij een eigen vervoerbewijs met eigen tariefsysteem. In de meeste gevallen bestond het tarief uit een vast basistarief (een opstaptarief) en een tarief per afstand. Reizigers die bij een reis gebruik maakten van twee of meer busmaatschappijen, moesten opnieuw een kaartje kopen (incl. opstaptarief).
De strippenkaart daarentegen is in heel Nederland geldig. Reizigers betalen (stempelen) eenmaal voor de complete reis en betalen dus maar eenmaal een opstaptarief.

### Vervoerbedrijven
Voor de vervoerders heeft de strippenkaart als voordeel dat de doorstroming (de gemiddelde rijsnelheid) verhoogd werd. Door het verhogen van de prijzen van de strippenkaarten op de bus (de grijze strippenkaarten), werd de voorverkoop bij de tabakszaak, postkantoor of NS-station gestimuleerd. Zo wordt de tijdrovende kaartverkoop beperkt en kan de bus sneller van A naar B rijden, waardoor de bus aantrekkelijker wordt. In bepaalde gevallen zou de bus zo snel van A naar B kunnen dat er minder bussen op een lijn nodig zijn om de dienstregeling te kunnen uitvoeren. Dit betekende weer een besparing op de exploitatiekosten voor de vervoerders.

## Nadelen

### Vervoerbedrijven
Aan de andere kant heeft de strippenkaart ook een belangrijk nadeel voor de vervoerders. Omdat men het aantal verkochte kaartjes en abonnementen niet meer kan tellen hebben de vervoerders minder zicht op het reisgedrag. Dit nadeel kleeft niet aan de OV-chipkaart, die een veelvoud aan reizigersinformatie registreert.

### Rijksoverheid
De voordelen voor de reizigers bleken al gauw de nadelen voor de rijksoverheid te zijn. Door de invoering van het Nationaal Tariefsysteem daalden de opbrengsten sterk. Dit verlies was vooral te wijten aan de mogelijkheden om zonder extra kosten te kunnen overstappen op een lijn van een andere vervoerder en de mogelijkheid om de strippenkaart (binnen een bepaalde geldigsheidsduur) als retourkaart te gebruiken. Het nieuwe systeem van de sterabonnementen maakte het reizigers mogelijk reizen in alle windrichtingen te maken in tegenstelling tot de trajectgebonden abonnementen van daarvoor. Verder namen de kosten toe door de toename van zwart- en grijsrijden en de invoering van reductiekaarten. Uit een NEA-onderzoek van 1986 was gebleken dat het opbrengstenverlies per jaar door de invoering van de strippenkaart 220 miljoen gulden (100 miljoen euro) was (prijspeil 1986).

## Tarievenplan 1984-1987
Het Ministerie van Verkeer en Waterstaat stelde in 1984 het Tarievenplan op. De tarieven van de strippenkaart werden verhoogd, de zones werden verkleind en bepaalde reductiekaarten werden afgeschaft. Het ministerie berekende vooraf dat de opbrengsten zouden toenemen van 37,5 miljoen gulden (17 miljoen euro) in 1984 tot 167,5 miljoen gulden (76 miljoen euro) in 1987.

## Vervoerbewijzen
Onderstaande kaarten worden niet meer verkocht (tenzij anders aangegeven).
- Nationale Strippenkaart
- Landelijke dagkaart (twee 8-strippenkaarten volledig gestempeld)
  - Reductie (een 8-strippenkaart volledig gestempeld)
- Stedelijke dagkaart (een 8-strippenkaart volledig gestempeld)
  - Reductie (een 8-strippenkaart half gestempeld)
- Papieren sterabonnement
- Netabonnement (b.v. N-ster-abonnement) (opgevolgd door het Net Maandabonnement)
- Zomerzwerfkaart
- Combinatie-abonnement (de term werd formeel gebruikt in de betekenis "geldig in combinatie met een ander abonnement", niet in de zin van "combinatie van abonnementen"), meestal in combinatie met een treinabonnement, al of niet daarmee geïntegreerd in één kaart:
  - combinatie-sterabonnement
  - combinatie-netabonnement
    - het stad- en streekdeel van de OV-dagkaart
    - stad- en streeksupplement bij een maandnetkaart voor de trein
    - het stad- en streekdeel van het OV-Jaarabonnement (opgevolgd door BTM Vrij)
- Zomertoer plus (NS-zomertoer met stad/streeksupplement
- OV-studentenkaart (vervangen door het studentenreisproduct voor de OV-chipkaart)

Voor strippenkaarten, ster- en netabonnementen bestonden varianten met korting; deze golden voor jongeren en ouderen en voor wat betreft strippenkaarten ook voor studenten. In het Hoogwaardig openbaar vervoer was deze korting ook van toepassing, met dien verstande dat er in plaats van de toeslag in de spits altijd een toeslag geldt, die bovendien hoger was; daar waren ook aparte duurdere abonnementen voor.

## Vervoeropbrengsten
Om de kaartopbrengsten van de tabakswinkels, postkantoren en NS-stations op een zo eerlijk mogelijke wijze te verdelen onder de vervoerders, werd de Werkgroep Reizigers Omvang en Omvang Verkopen (WROOV) opgericht.

## Voetnoten
1. ↑  Intrekken Regeling nationale vervoerbewijzen openbaar vervoer
2. ↑  Intrekking Regeling nationale vervoerbewijzen openbaar vervoer